# پراشیلی
پراشیلی (به چکی: Prášily) یک منطقهٔ مسکونی در جمهوری چک است که در ناحیه کلاتووی واقع شده‌است. پراشیلی ۱۱۲٫۲۷ کیلومتر مربع مساحت و ۱۵۲ نفر جمعیت دارد و ۸۸۰ متر بالاتر از سطح دریا واقع شده‌است.

## نگارخانه

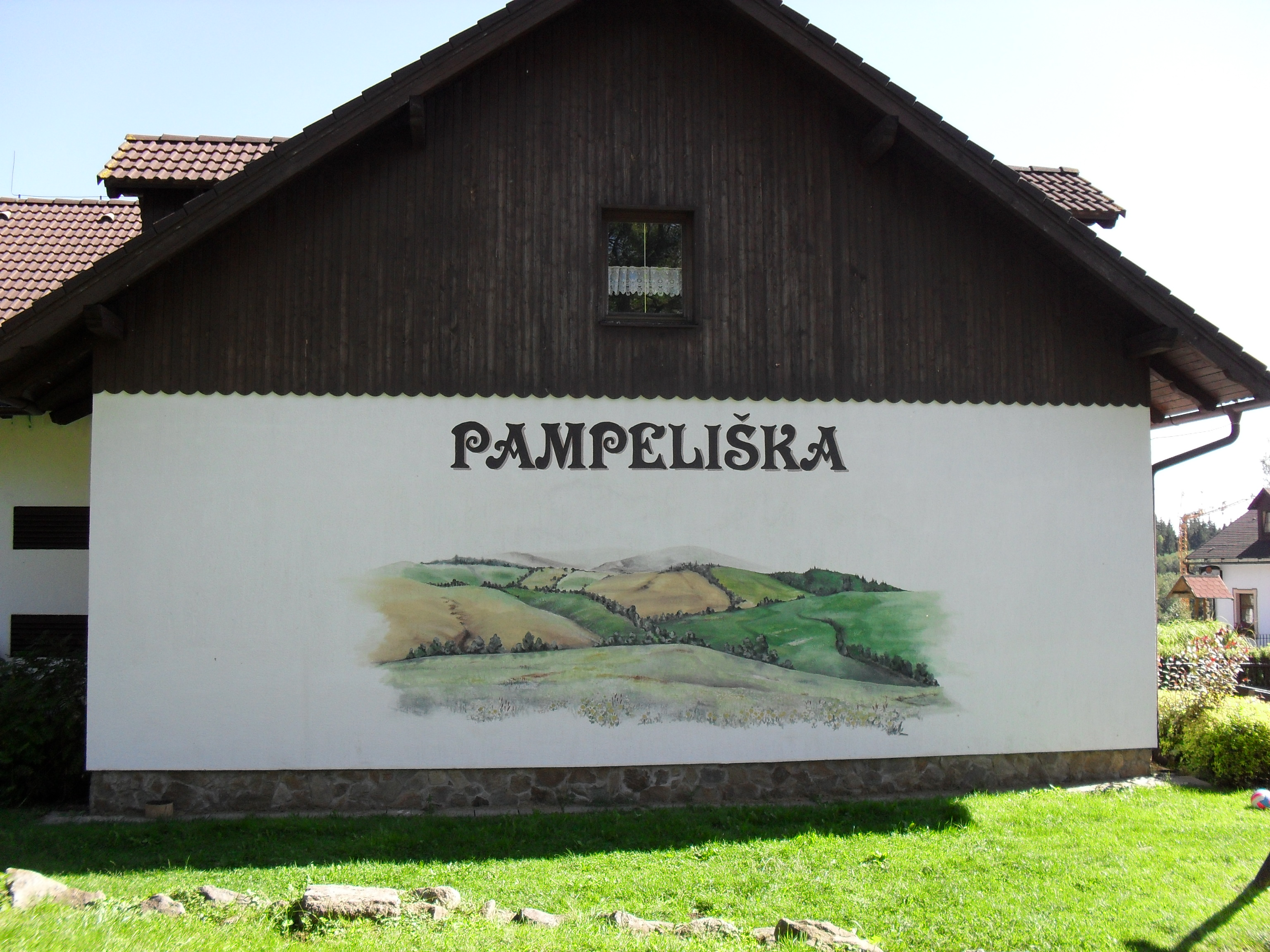
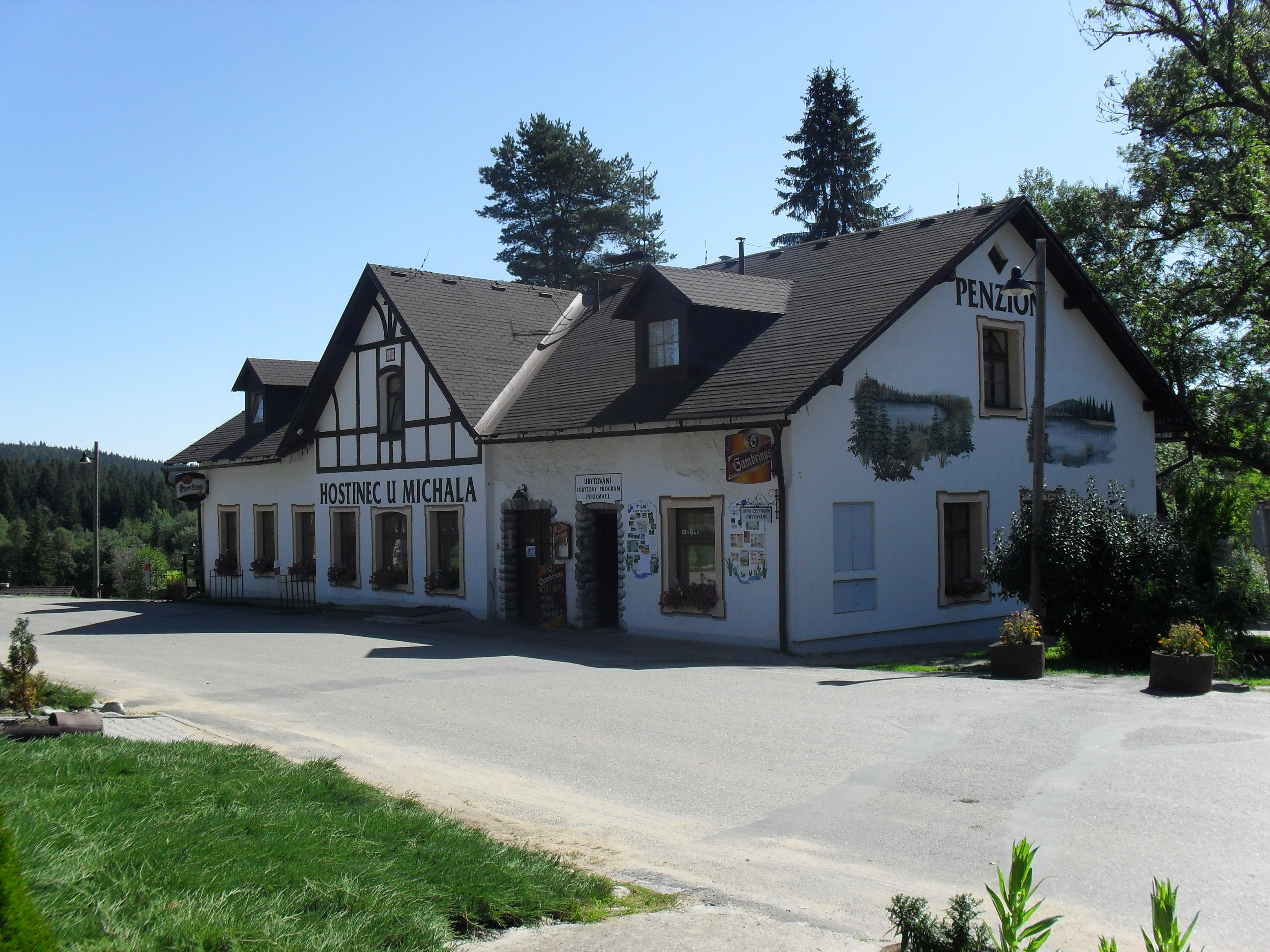
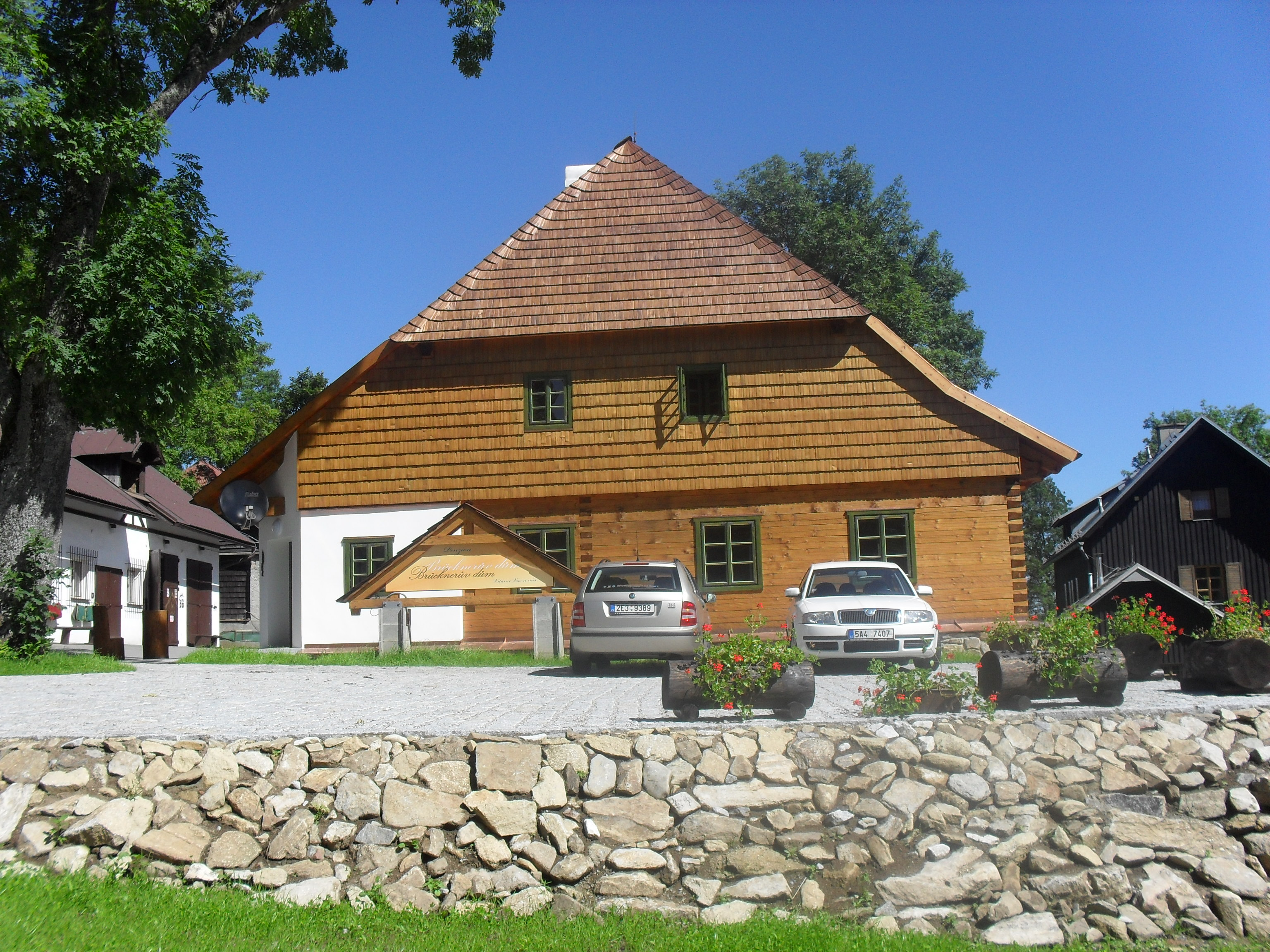
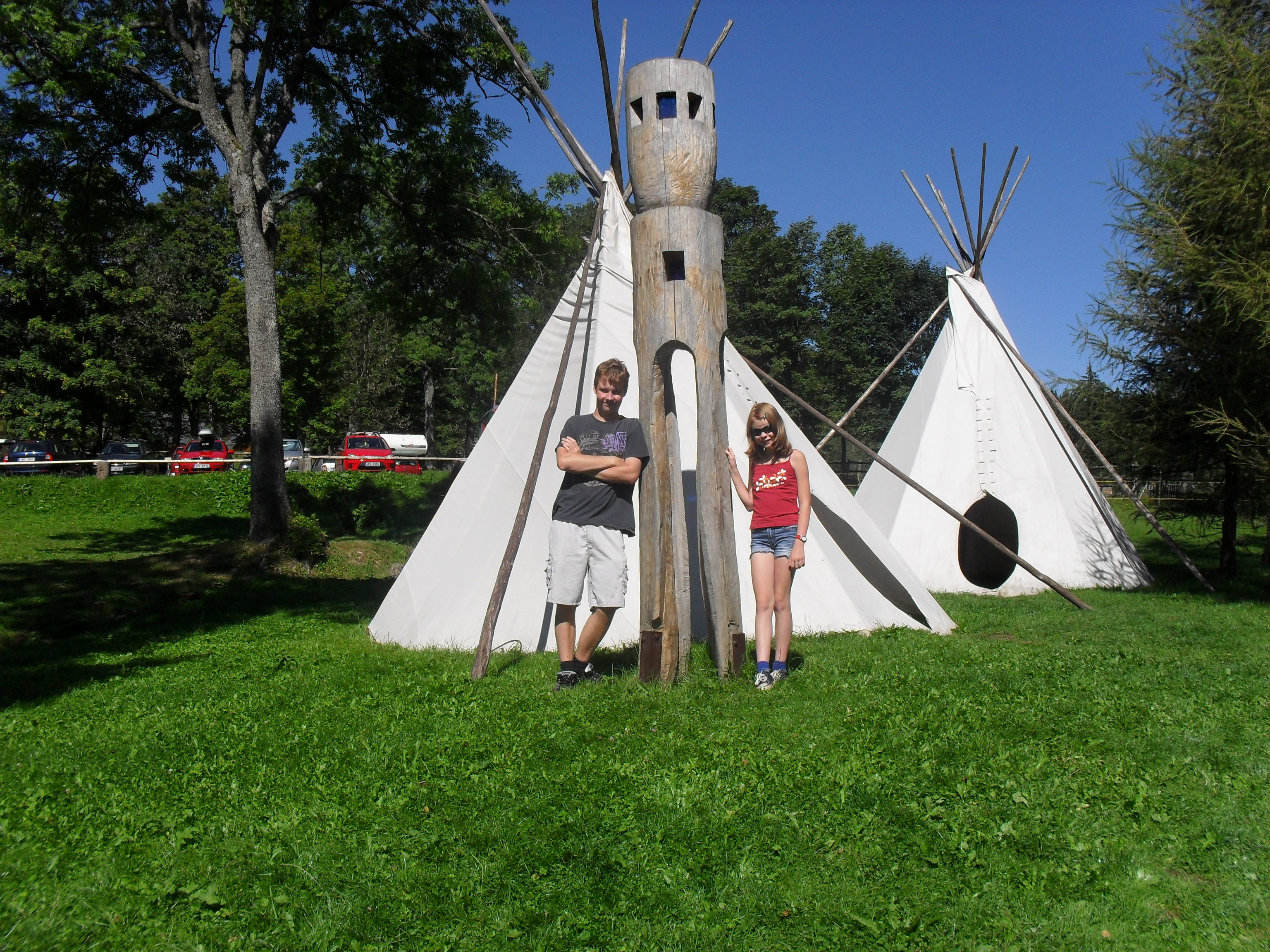
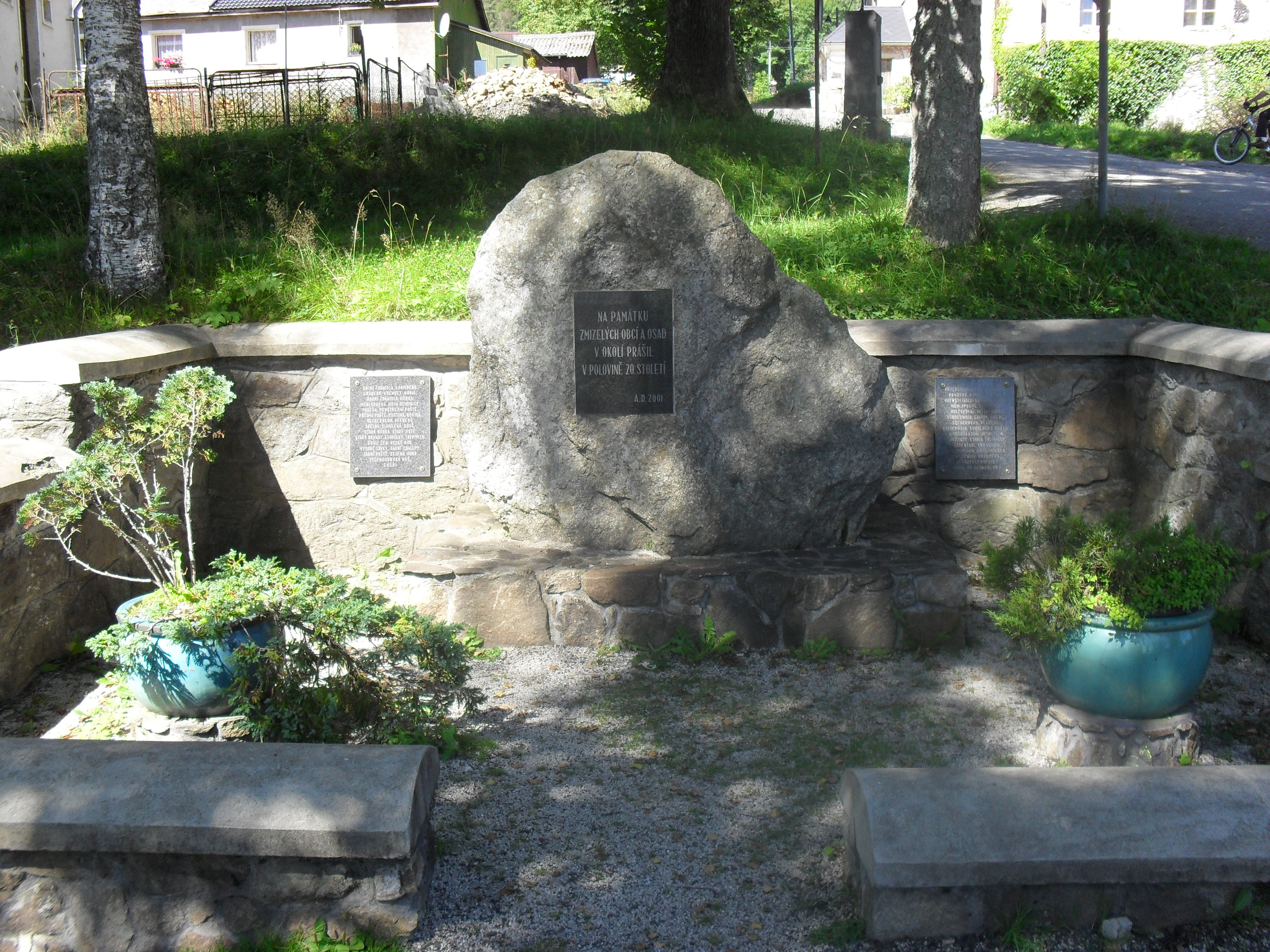
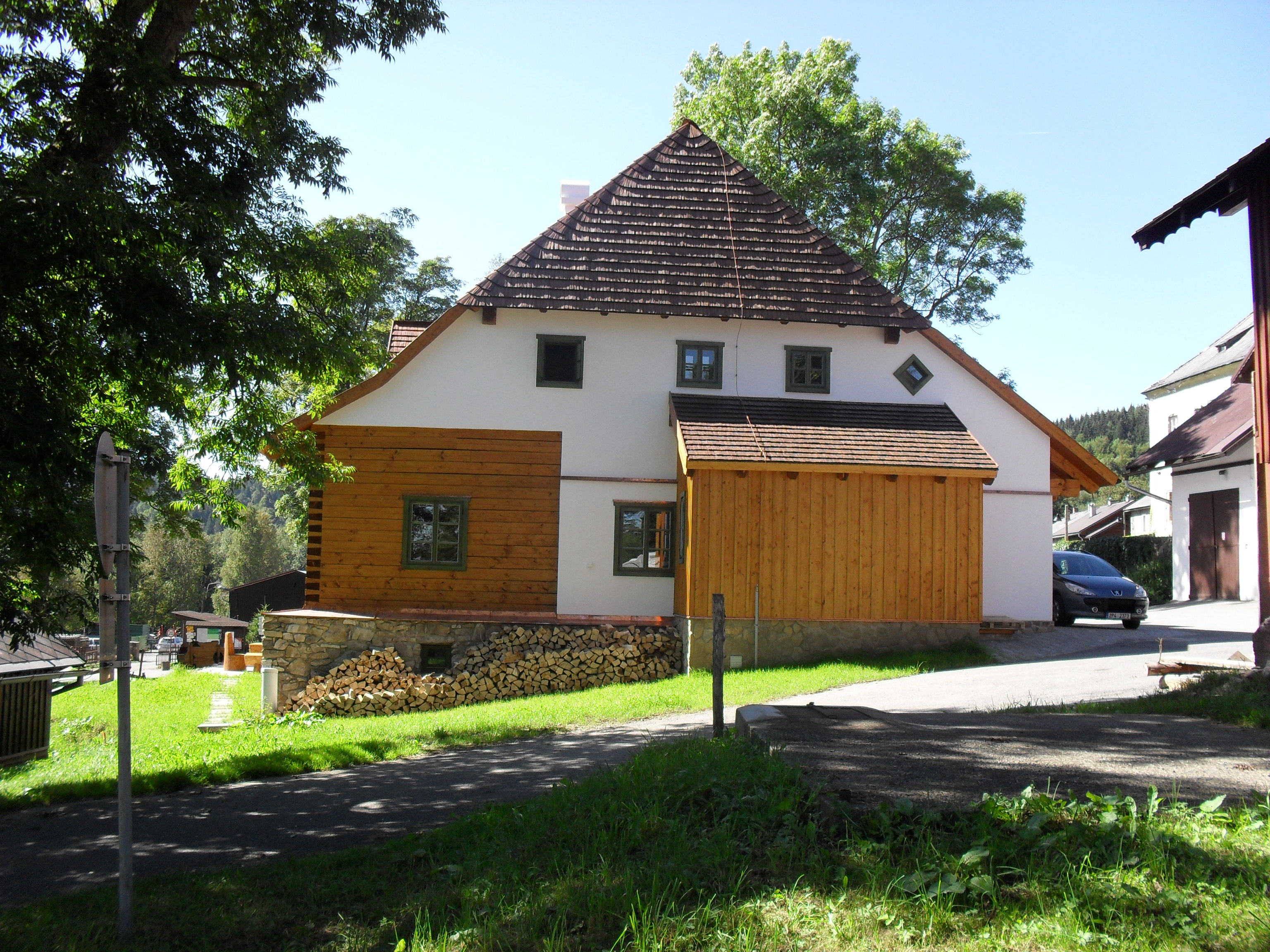